# Stein – Rachelsberg – Gobert
Stein – Rachelsberg – Gobert ist die Bezeichnung eines Fauna-Flora-Habitat(FFH)-Gebiets im thüringischen Landkreis Eichsfeld. Namensgebend waren die Berge im Grenzgebiet zu Hessen Auf dem Stein (496,1 m), der meistens nur Stein genannt wird, und Rachelsberg (523,4 m) sowie der Höhenzug der Gobert. Die von einer langgezogenen Folge von Bergen mit Steilhängen, Felsabstürzen und Klippen sowie von großflächigen Wäldern geprägte Region wird auch „Eichsfelder Schweiz“ genannt. In der Zeit der Deutschen Teilung gehörte das Gelände zum grenznahen Sperrgebiet und war für die Allgemeinheit nicht zugänglich, so dass die Wälder über einen längeren Zeitraum naturnah und ungestört wachsen konnten.

## Lage

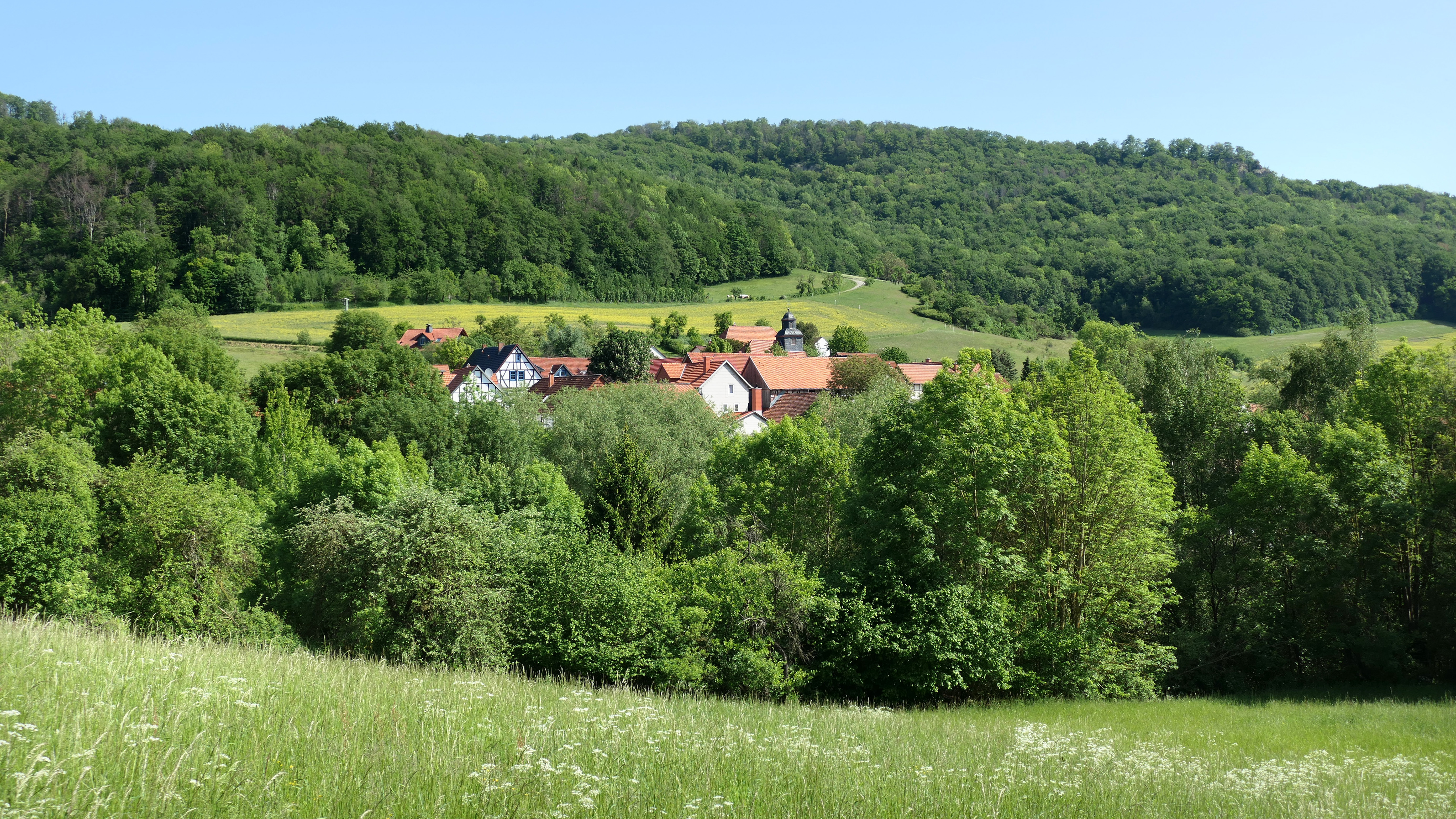
Blick über Asbach auf den nordwestlichen Bereich des FFH-Gebiets

Das geschützte Waldgebiet erstreckt sich an der westlichen Seite des Landkreises Eichsfeld entlang der Landesgrenze zu Hessen. Es zeichnet sich durch ein abwechslungsreiches Relief aus, dessen Höhenlagen zwischen rund 300 m bis 520 m variieren. In der naturräumlichen Gliederung Deutschlands des Instituts für Landeskunde Bad Godesberg wird es der Gobert (483.10), einer Teileinheit des Oberen Eichsfelds (483.1) in der Haupteinheit der Nordwestlichen Randplatten des Thüringer Beckens, zugeordnet. Östlich grenzen mit dem Rosoppe-Frieda-Hügelland (358.50) und westlich mit der Allendorfer Weitung (358.31) und dem Höheberg (358.6) Einheiten des Unteren Werraberglands (358) an. Nach dem innerthüringischen, nur landesweit einteilenden System des Landesamtes für Umwelt, Bergbau und Naturschutz (TLUBN) liegt das FFH-Gebiet in der Einheit „Werrabergland-Hörselberge“ in der Landschaft „Muschelkalk-Platten und -Bergländer“.
Administrativ gehören die Flächen zum Verwaltungsbereich von den Gemeinden Asbach-Sickenberg und Dietzenrode/Vatterode sowie des Ortsteils Mackenrode der Landgemeinde Uder und von den Gemeinden Wiesenfeld, Volkerode, Pfaffschwende und Kella der Verwaltungsgemeinschaft Ershausen/Geismar. Mit rund 55 Prozent liegt der größte Teil des FFH-Gebiets in den Gemarkungen von Asbach und Sickenberg. Die beiden Dörfer, die 1950 fusionierten, gehören ebenso wie Vatterode nicht zum historischen Eichsfeld, sondern kamen in der Nachkriegszeit durch einen Gebietstausch zu Thüringen.

## Regionalgeschichtliche Bedeutung

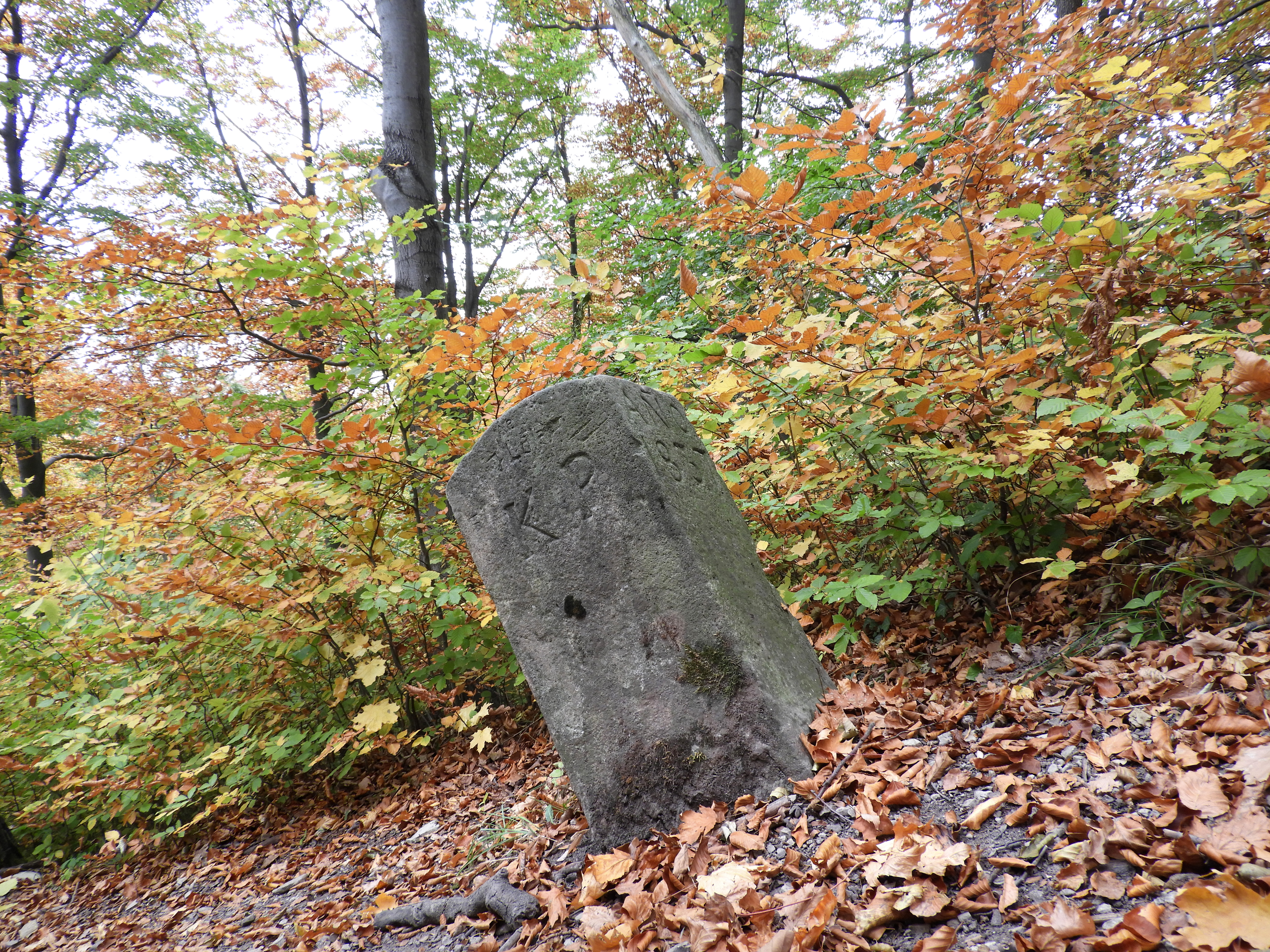
Mainzisch-hessischer Grenzstein auf dem Rachelsberg

Die Berglandschaft des FFH-Gebiets war fast immer Grenzland. Die Landesgrenze zwischen Thüringen und Hessen verlief hier einst auf sehr alten Grenzziehungen, die größtenteils bis in das 13. und 14. Jahrhundert zurückreichten und damals das Erzbistum Mainz von der Landgrafschaft Hessen trennten. Mit dem Reichsdeputationshauptschluss 1803 fiel das mainzische Eichsfeld an Preußen. Gleichzeitig wurde der Landgraf von Hessen-Kassel zum Kurfürsten erhoben und Landesherr des Kurfürstentums Hessen. Zwischen den beiden Staaten wurde 1837 die Grenze erneut festgelegt und ist zum Teil auch mit neuen Grenzsteinen gekennzeichnet worden, die die Inschrift KP für Königreich Preußen und KH für Kurfürstentum Hessen tragen. Vielfach ist auch die nachträglich angebrachte Jahreszahl 1837 auf den alten mainzisch-hessischen Steinen zu sehen.
Im September 1945 wurde die Grenzlinie durch das zwischen der amerikanischen und der sowjetischen Militärregierung getroffene Abkommen als Landesgrenze erneut verändert. In diesen Jahren führte die für die Westalliierten wichtige Versorgungslinie der Nord-Süd-Eisenbahnverbindung zwischen Bebra und Eichenberg rund vier Kilometer lang durch sowjetisches Besatzungsgebiet. Nachdem es auf diesem Abschnitt wiederholt durch Kontrollschikanen zu Behinderungen gekommen war, sollten mit einer Grenzkorrektur weitere Streitigkeiten vermieden werden. Mit der Umsetzung des sogenannten „Whisky-Wodka-Vertrags“ des Wanfrieder Abkommens wechselten die hessischen Orte Asbach, Sickenberg, Vatterode, Weidenbach und Hennigerode nordöstlich von Bad Sooden-Allendorf in die sowjetische Zone. Die thüringischen Dörfer Werleshausen und Neuseesen und mit ihnen die Bahnstrecke kamen in den amerikanischen Sektor.

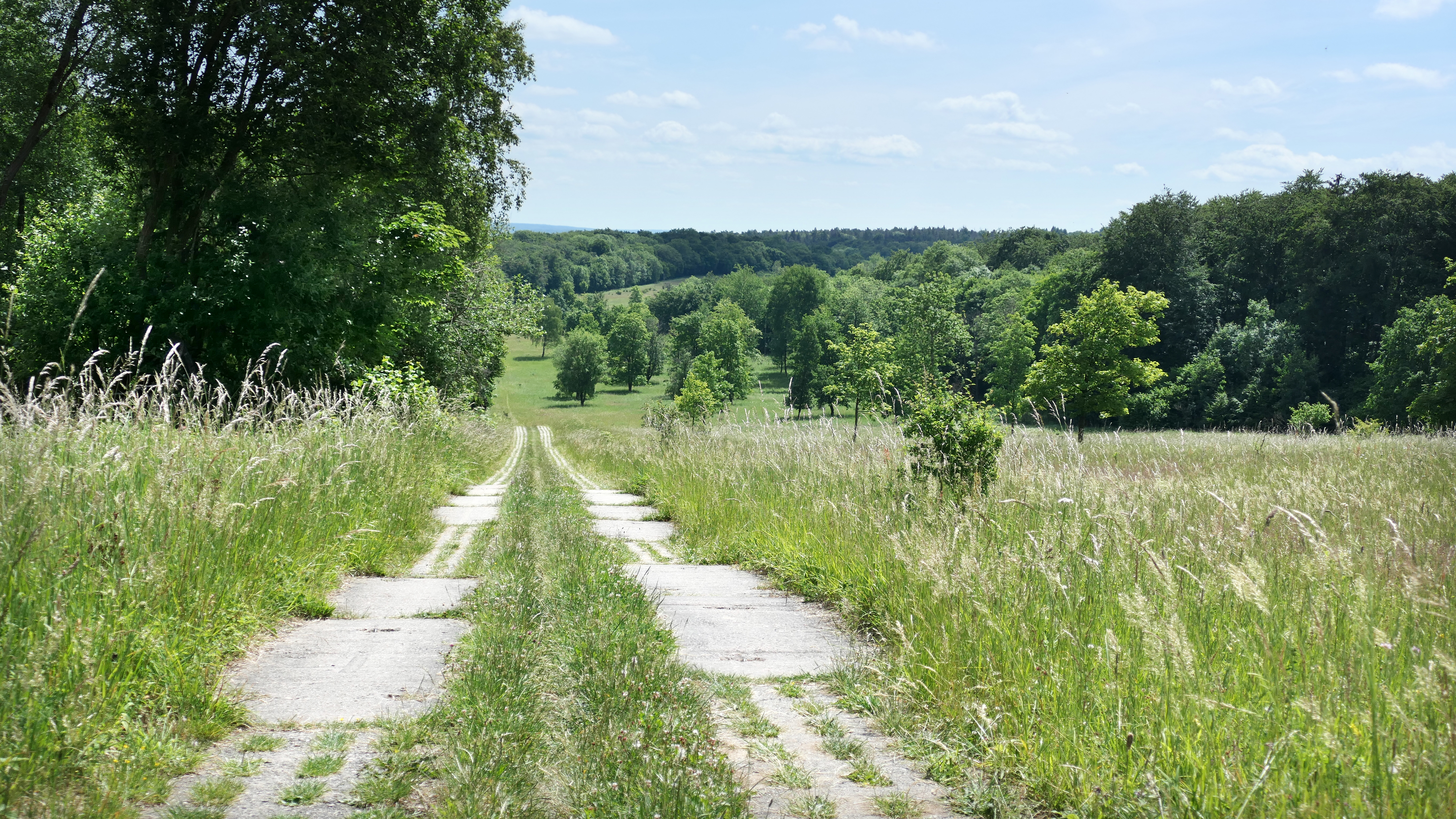
Kolonnenweg auf der Gobert

In der Zeit der Teilung Deutschlands verlief die innerdeutsche Grenze oberhalb von Volkerode, Pfaffschwende und Kella über das Plateau der Gobert. Das gesamte Waldgebiet der östlichen Gobert lag innerhalb des 500 Meter breiten Schutzstreifens und war für die Allgemeinheit nicht zugänglich. Nur mit Sondergenehmigung und Bewachung durch die Grenztruppen konnte in diesem Bereich noch gearbeitet werden. Entlang der Grenzsteine waren hinter dem Kolonnenweg ein sechs Meter breiter Kontrollstreifen, ein Kfz-Sperrgraben und ein drei Meter hoher Streckmetallzaun angelegt sowie unterhalb der Waldgrenze Signalzäune aufgebaut worden. Erst nach dem Fall der Berliner Mauer, im November 1989, war es möglich, das Sperrgebiet zu betreten. Am 28. Dezember 1989 wurde am „Alten Sägewerk“ der Grenzzaun für einige Stunden geöffnet und Besucher aus Ost und West feierten hier gemeinsam die Grenzöffnung. In den folgenden Tagen schraubten und schnitten Besucher immer wieder den Zaun auf, um in der abgeschiedenen Gegend „rüber und nüber“ zu gelangen, bis am Rosenmontag 1990, in Absprache mit der Grenzkompanie Pfaffschwende, ein Teil des Zaunes entfernt wurde. Die Demontage der übrigen Grenzzäune folgte dann in den späteren Monaten. An dem Rastplatz „Am alten Sägewerk“ auf der Gobert erinnern Texte, Bilder und ein Fragment des Metallgitterzaunes an die Zeit der deutschen Teilung.

## Lebensräume

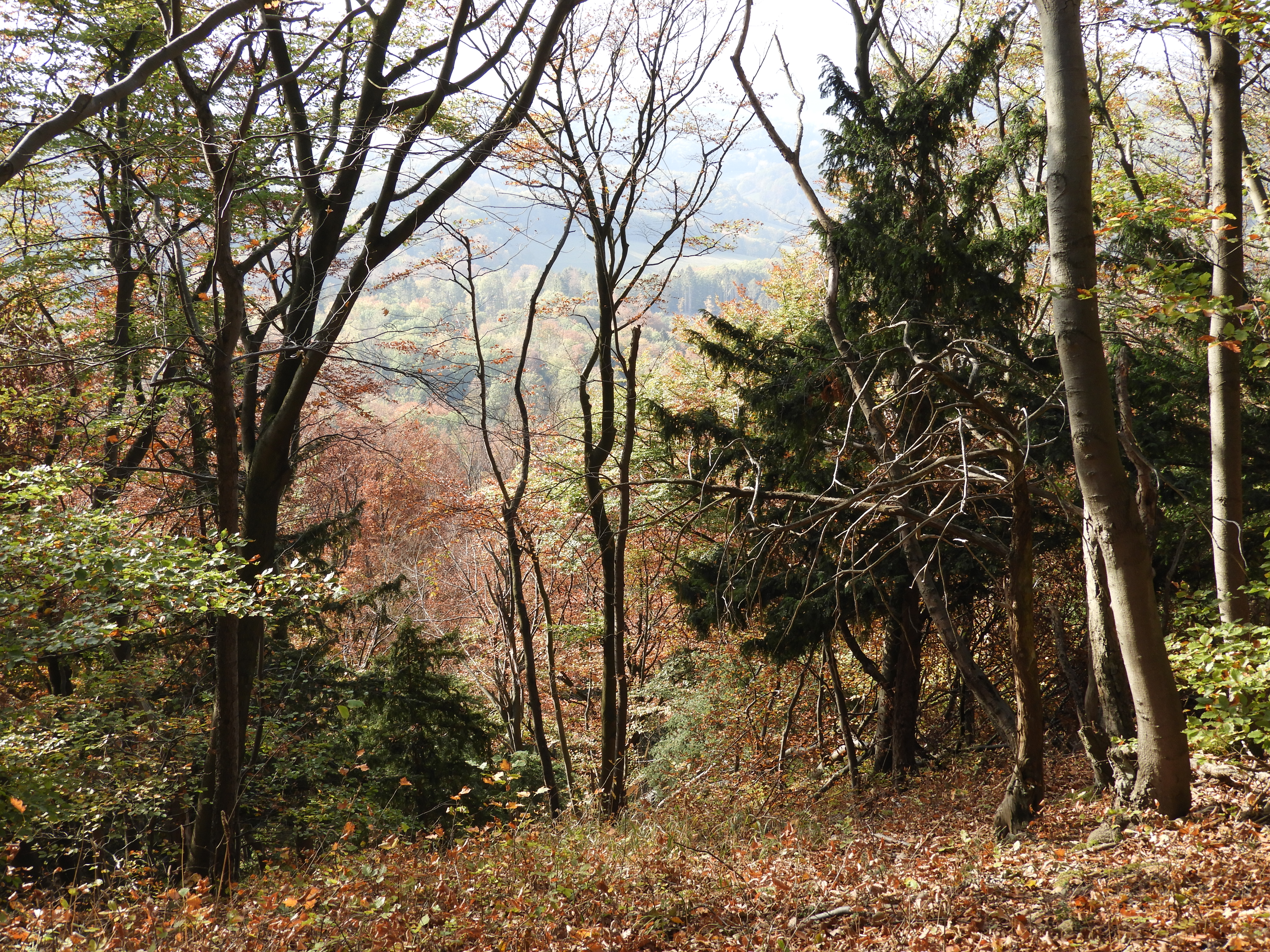
Eiben auf dem Rachelsberg

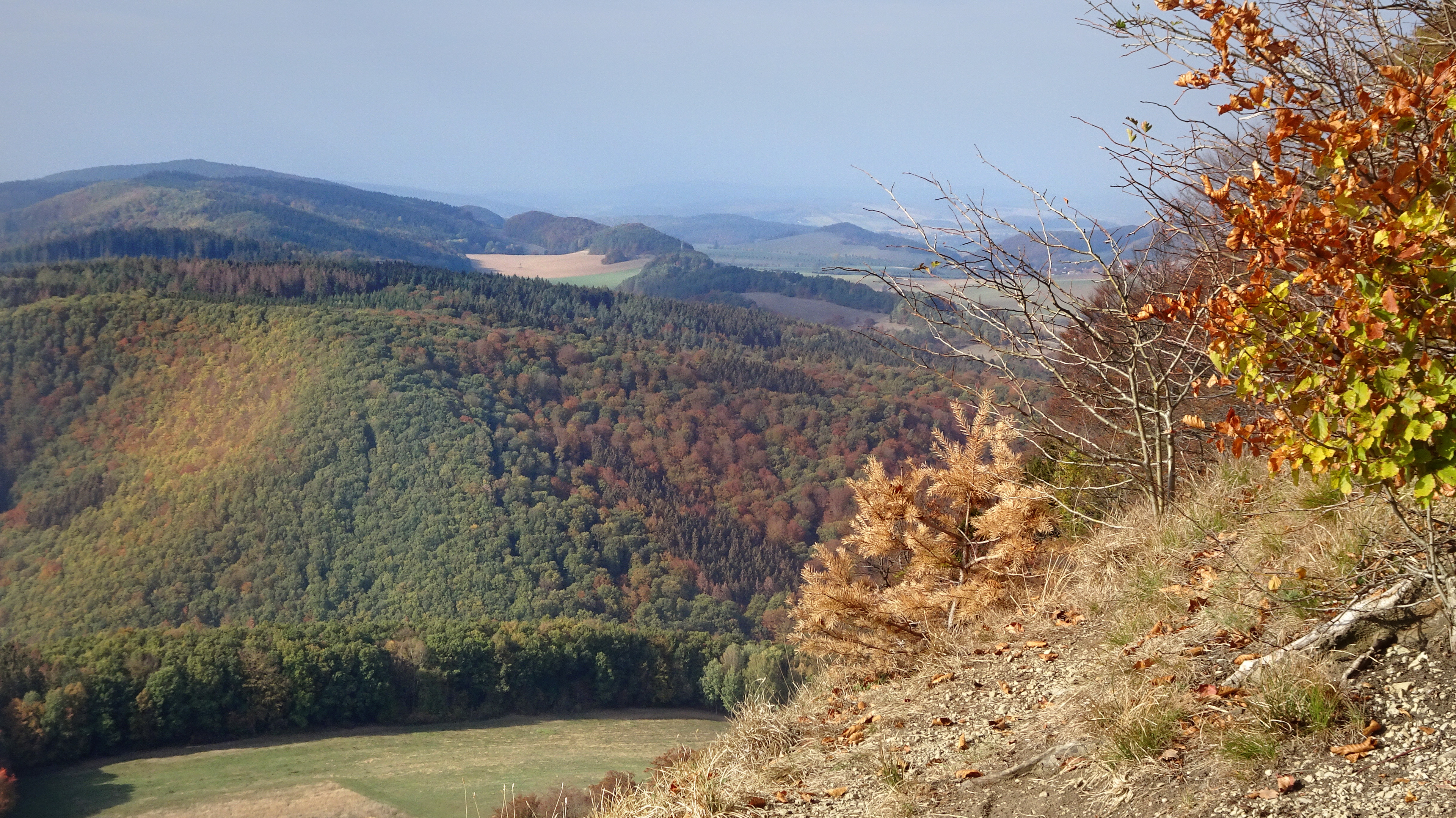
Auf den Dietzenröder Klippen mit Blick über das Walsetal auf den Höhberg im benachbarten FFH-Gebiet Röhrsberg – Hasenwinkel – Mühlberg

Mit dem Ziel, den Zustand des FFH-Gebiets zu dokumentieren, zu bewerten und Maßnahmen zur Sicherung und Entwicklung der relevanten Lebensraumtypen (LRT) und Arten vorzuschlagen, sind die Flächen entsprechend dem Natura-2000-Erlass des Thüringer Ministeriums für Landwirtschaft, Forsten, Umwelt und Naturschutz nach einem modularen Prinzip untersucht worden. Die Beschreibung der Waldflächen erstellte mit dem Stichtag 1. Januar 2016 das Forstliche Forschungs- und Kompetenzzentrum von ThüringenForst in Gotha. Mit der Erarbeitung des Fachbeitrags für die Offenlandflächen zwischen Mai 2019 und November 2020 wurde das Büro Triops von der TLUBN beauftragt.
- Wälder

Den überwiegenden Teil des FFH-Gebiets nehmen verschiedenartig ausgebildete Wälder ein. Es dominieren mit rund 58 Prozent Laubmischwaldbestände. 23 Prozent gelten als reiner Laubwald. Von den Wald-Lebensraumtypen besitzt der Waldmeister-Buchenwald (LRT 9130) mit 491,13 Hektar den größten Anteil an der Gebietsfläche. Der thermophile Orchideen-Buchenwald (LRT 9150) wächst auf 37,77 Hektar und die prioritären Waldtypen Schlucht- und Hangmischwälder (LRT 9180*) und Auenwälder mit Erle, Esche und Weide (91E0*) kommen auf 0,50 und 0,82 Hektar vor. Der qualitative Zustand der Wälder wurde vom Fachbeitrag Wald mit „gut“ bewertet. Als bemerkenswert gilt der recht hohe Anteil an Trockenwäldern im Gebiet. Der auf 24,16 Hektar wachsende Waldbiotoptyp wird wegen seiner besonderen Bedeutung gesetzlich geschützt. Zu den Besonderheiten zählen die zahlreich im Gebiet vorhandenen Eiben, die durch forstliche Maßnahmen in ihrem Bestand erhalten und gefördert werden sollen, sowie einige sporadisch vorkommende Wildbirnen. Die Thüringer Natura-2000-Erhaltungsziele-Verordnung nennt mit Hainsimsen-Buchenwald (LRT 9110) und Labkraut-Eichen-Hainbuchenwald (LRT 9170) noch zwei weitere Waldtypen.
- Natürliches oder naturnahes Grasland

Im Offenland sind die Magerrasen auf basischem Untergrund (LRT 6210) einschließlich ihrer prioritären Ausbildung Naturnahe Kalk-Trockenrasen mit orchideenreichen Beständen (LRT 6210*) auf einer Fläche von rund 39 Hektar der am häufigsten vorkommende Lebensraumtyp. Pflanzensoziologisch werden sie den Submediterranen Trespen-Trocken- und Halbtrockenrasen zugeordnet. Zu den kennzeichnenden Arten gehören Fieder-Zwenke, Aufrechte Trespe, Tauben-Skabiose und Frühlings-Fingerkraut. Häufig kommen hier die Orchideen Stattliches Knabenkraut, Fuchssches Knabenkraut und Große Händelwurz vor. Ein orchideenreicher Halbtrockenrasen westlich Volkerode ist zugleich Wuchsort des Frauenschuhs, der zu den im Anhang II der FFH-Richtlinie aufgelisteten Arten von gemeinschaftlichem Interesse gehört.
- Felsige Lebensräume

Zu den wertvollen Lebensräumen des FFH-Gebiets gehören Kalkschutthalden (LRT 8160*) mit ihrer typischen Vegetation aus Moosen, Flechten und Farnen sowie niedrigwüchsigen Gräsern und Kräutern. Hier wachsen die den Lebensraumtyp kennzeichnende Schwalbenwurz und als Besonderheit die Bergdistel, eine in Thüringen stark gefährdete Art. „Kalkfelsen mit ihrer Felsspaltenvegetation“ (LRT 8210), zu der Kalk-Blaugras, Mauerlattich und Wald-Habichtskraut gehören, finden sich an den Dietzenröder Klippen oder an der Silberklippe. Ein Felsen an der Pfaffschwender Kuppe weist auf kleiner Fläche den Lebensraumtyp Kalk- oder basenhaltige Felsen mit Kalk-Pionierrasen (LRT 6110*) mit Scharfem Mauerpfeffer auf. Unterhalb der Burgruine Altenstein kommen auf zwei Flächen „Silikatfelsen mit ihrer Felsspaltenvegetation“ (LRT 8220) vor, mit dem Gewöhnlichen Tüpfelfarn als charakteristischen Art.
- Nicht genutzte Lebensräume

Zu den Lebensräumen, die nicht von einer Nutzung abhängig sind, gehören die Kalktuffquellen (LRT 7220*) entlang der im Wald liegenden Quellbäche des Alten Hainsbaches. Das kalk- und sauerstoffreiche Wasser tritt mit Ausfällungen von Kalktuff als Sicker-, Sturz- und Tümpelquelle aus. Am Oberlauf des Alten Hainsbaches gedeiht eine Fläche Feuchte Hochstaudenfluren (LRT 6430), die von Mädesüß, Knolligem Kälberkropf und Wasserdost geprägt wird.
Die im Standarddatenbogen und der Erhaltungsziele-Verordnung genannten Lebensräume Natürliche nährstoffreiche Stillgewässer (LRT 3150), Fließgewässer mit üppiger Wasserpflanzenvegetation (LRT 3260), Wacholderheiden (LRT 5130), Magere Mähwiesen des Flach- und Hügellandes (LRT 6510) und Pionierrasen auf Silikatfelskuppen (LRT 8230) konnten bei den Kartierungen nicht erfasst werden oder deren Bestände erfüllten nicht die Mindestanforderungen.

## Fauna
Mit ausschlaggebend für die Ausweisung als FFH-Gebiet waren die im Gebiet lebenden Fledermausarten Großes Mausohr und Kleine Hufeisennase. Sie gehören zu den im Anhang II der FFH-Richtlinie aufgelisteten Arten von gemeinschaftlichem Interesse, für die nach den Gesetzen der Europäischen Union besondere Schutzgebiete eingerichtet werden müssen. Mit Breitflügelfledermaus, Wasserfledermaus, Fransenfledermaus und Braunem Langohr nennt der Standarddatenbogen weitere Fledermäuse, die ebenfalls europaweit unter Schutz stehen, weil sie in ganz Europa gefährdet sind. Als „streng geschützte Arten“ sind sie auch in das Bundesnaturschutzgesetz übernommen worden.
Neben den typischen Kleinvögeln des Waldes bietet das Gebiet Vogelarten Lebensraum, für die nach Anhang I oder nach Artikel 4 Absatz 2 der Vogelschutzrichtlinie der Europäischen Union Schutzmaßnahmen erforderlich sind. Zu ihnen gehören nach dem Standarddatenbogen Schwarzstorch, Schwarzspecht, Baumfalke und Rotmilan. Unter den nachgewiesenen Tagfalterarten sind mit Märzveilchen-Perlmutterfalter, Veilchen-Perlmuttfalter, Waldteufel, Perlbinde, Braunauge, Kleiner Eisvogel, Quendel-Ameisenbläuling, Himmelblauer Bläuling, Wundklee-Bläuling, Kreuzdorn-Zipfelfalter und Ulmen-Zipfelfalter Schmetterlinge, die bundesweit oder auf Landesebene als „gefährdet“ oder „stark gefährdet“ eingestuft werden oder in der Vorwarnliste stehen, weil ihre Bestände merklich zurückgegangen sind. Von den sogenannten „besonders wertgebenden Arten“, die nach dem Bundesnaturschutzgesetz streng oder besonders geschützt werden, wurden im FFH-Gebiet Wildkatze, Geburtshelferkröte, Gelbbauchunke, Fadenmolch, Feuersalamander, Zauneidechse und die Libelle Gestreifte Quelljungfer beobachtet.

## Unterschutzstellung

### Fauna-Flora-Habitat-Gebiet

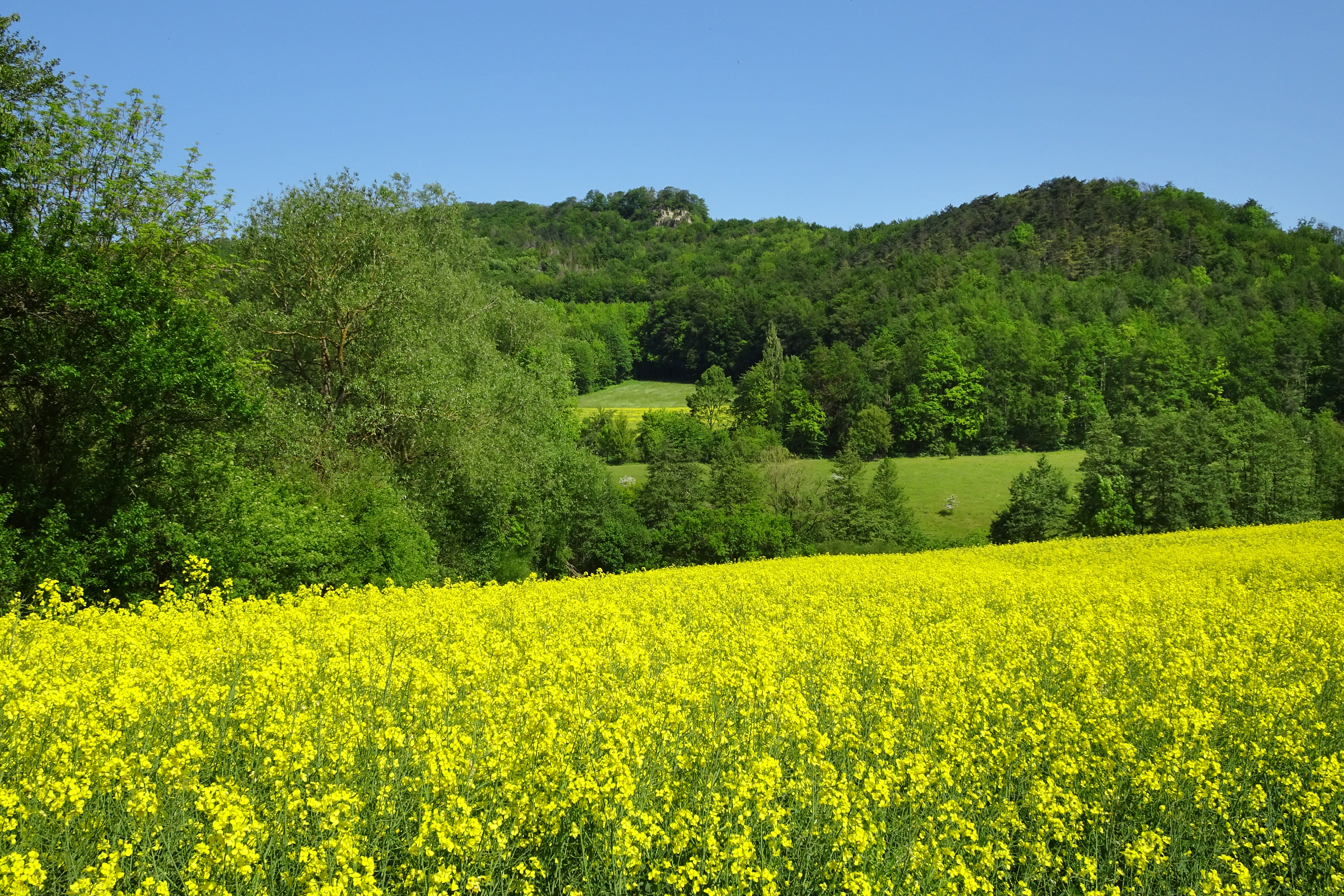
Nase und Scharfenberg

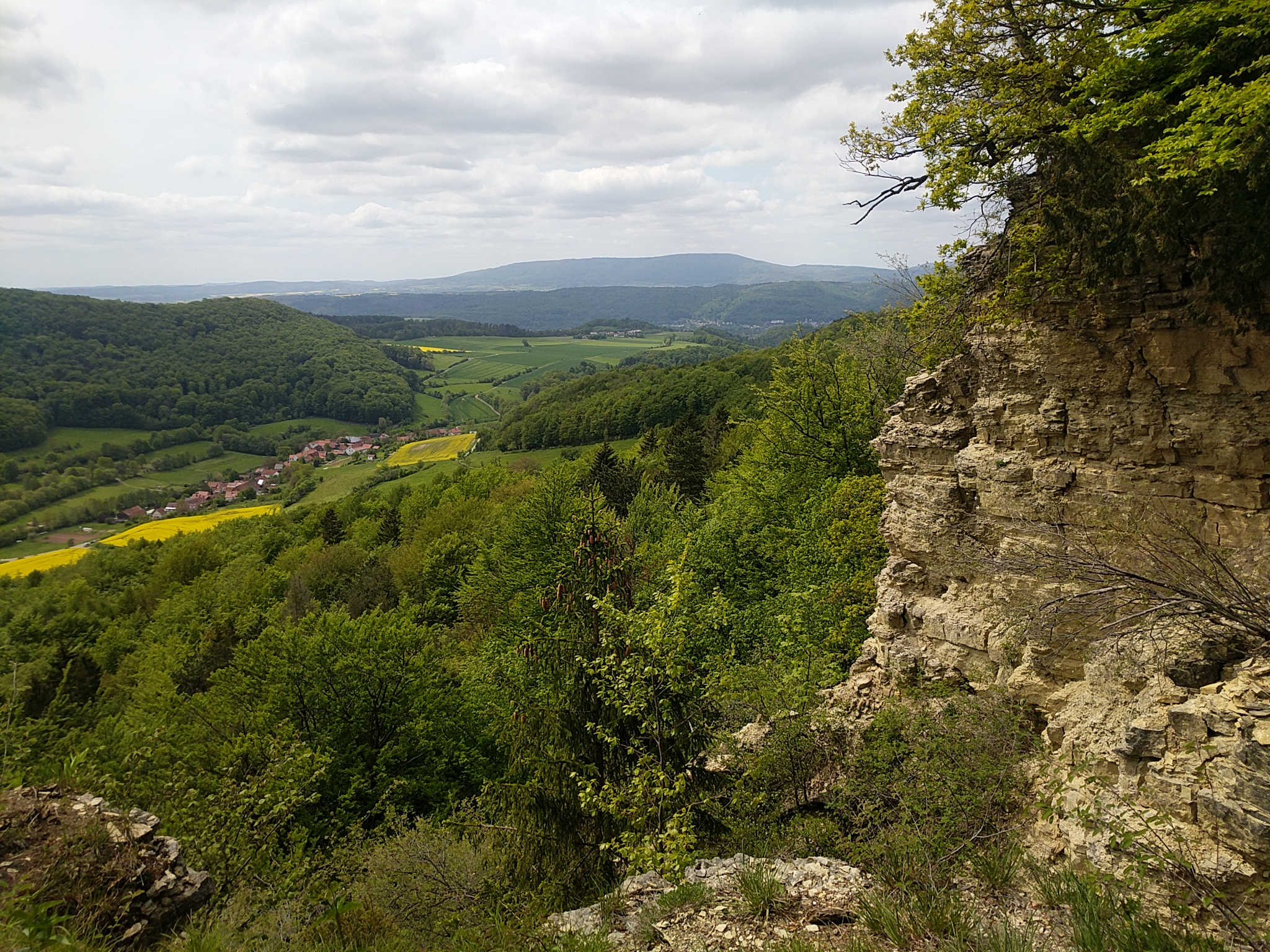
Der Felsvorsprung der sogenannten Nase wurde im März 1938, damals noch hessisch, vom Landrat des Kreises Witzenhausen als Naturdenkmal ausgewiesen und hatte damit den Schutz des Reichsnaturschutzgesetzes erhalten

Im Rahmen der Umsetzung der Fauna-Flora-Habitat-Richtlinie wurde im September 2000 die Landschaft an der hessischen Landesgrenze im Landkreis Eichsfeld durch das Thüringer Umweltministerium für das länderübergreifende Schutzgebietssystem „Natura 2000“ vorgeschlagen und über das Bundesumweltministerium an die EU gemeldet. Die Bestätigung durch die EU-Kommission folgte mit der Aufnahme in die Liste der Gebiete von gemeinschaftlicher Bedeutung im Dezember 2004. Neben dem Gebietsmanagement und dem damit verbundenen Monitoring forderte die EU eine förmliche Schutzerklärung, die mit der „Thüringer Natura 2000-Erhaltungsziele-Verordnung“ vom 29. Mai 2008 erfolgte. Übergreifende Erhaltungsziele der Verordnung für das Gebiet waren die Erhaltung oder gegebenenfalls Wiederherstellung
- „der strukturreichen naturnahen Waldmeister-, Orchideen-Kalk- und Hainsimsen-Buchenwälder mit Standorten des Frauenschuhs und mit Lebensräumen von Fledermausarten, darunter der Kleinen Hufeisennase“,
- „des funktionalen Zusammenhanges mit dem Fledermausquartier Wohnhaus Dietzenrode“,
- „der teilweise orchideenreichen Wacholderheiden und Kalk-Halbtrockenrasen sowie
- der Felsbänder, Kalk-Pionierfluren, -schutthalden und -tuffquellen auf störungsarmen Muschelkalkhöhenzügen und -steilhängen des Werraberglandes.“[10]

Das FFH-Gebiet mit einer Größe von 716 Hektar hat die thüringeninterne Kennung 19, die europäische Gebietsnummer 4726-320 und den WDPA-Code 555520071.

## Überlagerung mit Schutzgebieten
- Naturschutzgebiet Stein – Rachelsberg

In dem vollständig im FFH-Gebiet liegenden Naturschutzgebiet sollen die Waldgersten-Buchenwälder als die dominierende Waldgesellschaft, die wärmeliebenden Orchideen-Kalk-Buchenwälder, die auf den Bergkuppen und Steilhangbereichen wachsen, sowie die Erlen-Eschen-Auenwälder in den schmalen Auen entlang der Bäche geschützt werden. Zu den Besonderheiten der verschiedenartig ausgebildeten Wälder gehören die großen Vorkommen der selten gewordenen Eibe. Auf einer größeren Fläche im landeseigenen Wald findet bereits jetzt keine regelmäßige forstliche Nutzung mehr statt, hier darf der Wald sich dauerhaft natürlich entfalten. In den übrigen Bereichen soll wie bisher eine extensive Bearbeitung möglich sein, die eine standorttypische Entwicklung berücksichtigt.
Nach Anhörung und öffentlicher Auslegung des Entwurfs für das neue Naturschutzgebiet Anfang des Jahres 2022, wurden nach Prüfung und Abwägung der Stellungnahmen durch das Thüringer Landesamt für Umwelt die Flächen am 28. Dezember 2023 mit einer Größe von 505,9 Hektar und der landesinternen Kennung 68 ausgewiesen. Der geschützte Bereich befindet sich in den Gemarkungen von Asbach, der Gemeinde Asbach-Sickenberg und der Gemeinde Wiesenfeld. Es umschließt die Burgruine Altenstein, die und deren nähere Umgebung nicht mit einbezogen wurden.
- Vogelschutzgebiet Werrabergland südwestlich Uder

Das FFH-Gebiet liegt vollständig in einem 8433 Hektar großen EU-Vogelschutzgebiet, zu dessen Schutzobjekten Vogelarten gehören, die als besonders gefährdet gelten und für deren Schutz besondere Maßnahmen ergriffen werden müssen, sowie einige regelmäßig auftretende Zugvogelarten. Erhaltungsziele sind hier der Schutz der Wälder als Lebensraum von Wespenbussard, Grau, Mittel- und Schwarzspecht, der Schutz der Offenlandhabitate als Lebensraum von Rot- und Schwarzmilan, Turteltaube, Neuntöter, Raubwürger, Wachtel und Waldschnepfe sowie der Schutz der Brutgebiete von Eisvogel und Uhu. Das Vogelschutzgebiet hat die landesinterne Nummer 12, die europäische Gebietsnummer 4626-420 und den WDPA-Code 555537539.
- Landschaftsschutzgebiet Obereichsfeld

Mit der Ausweisung im Jahr 2009 wurden zehn, teilweise sehr kleine Landschaftsteile in das Landschaftsschutzgebiet Obereichsfeld integriert. Das rund 38.000 Hektar große Gebiet umfasst Bereiche zwischen Heilbad Heiligenstadt, Dingelstädt, Struth, Heyerode und der Landesgrenze zu Hessen.
- Naturpark Eichsfeld-Hainich-Werratal

Die Flächen des 858 Quadratkilometer großen Naturparks wurden im März 1990 durch das Nationalparkprogramm der DDR einstweilig gesichert und mit der Thüringer Verordnung über den Naturpark Eichsfeld-Hainich-Werratal vom 7. Dezember 2011 verbindlich festgelegt. Mit einer Höhenlage zwischen 144 und 543 m erstreckt er sich entlang der Landesgrenze zu Hessen.
- Nationales Naturerbe Grünes Band.

Der ehemalige Grenzstreifen zwischen Thüringen, Niedersachsen, Hessen und Bayern wurde mit der Entscheidung des Thüringer Landtages vom 9. November 2018 zum Nationalen Naturmonument erklärt. Während das Grüne Band im engeren Sinn nur relativ schmal entlang der ehemaligen innerdeutschen Grenze verläuft, wurde das FFH-Gebiet vollständig in das Naturschutzgroßprojekt Grünes Band Eichsfeld-Werratal integriert. Projektgeber für den länderübergreifenden Biotopverbund mit zahlreichen, naturschutzfachlich wertvollen Lebensräumen ist die Heinz Sielmann Stiftung.

## Besucherhinweis

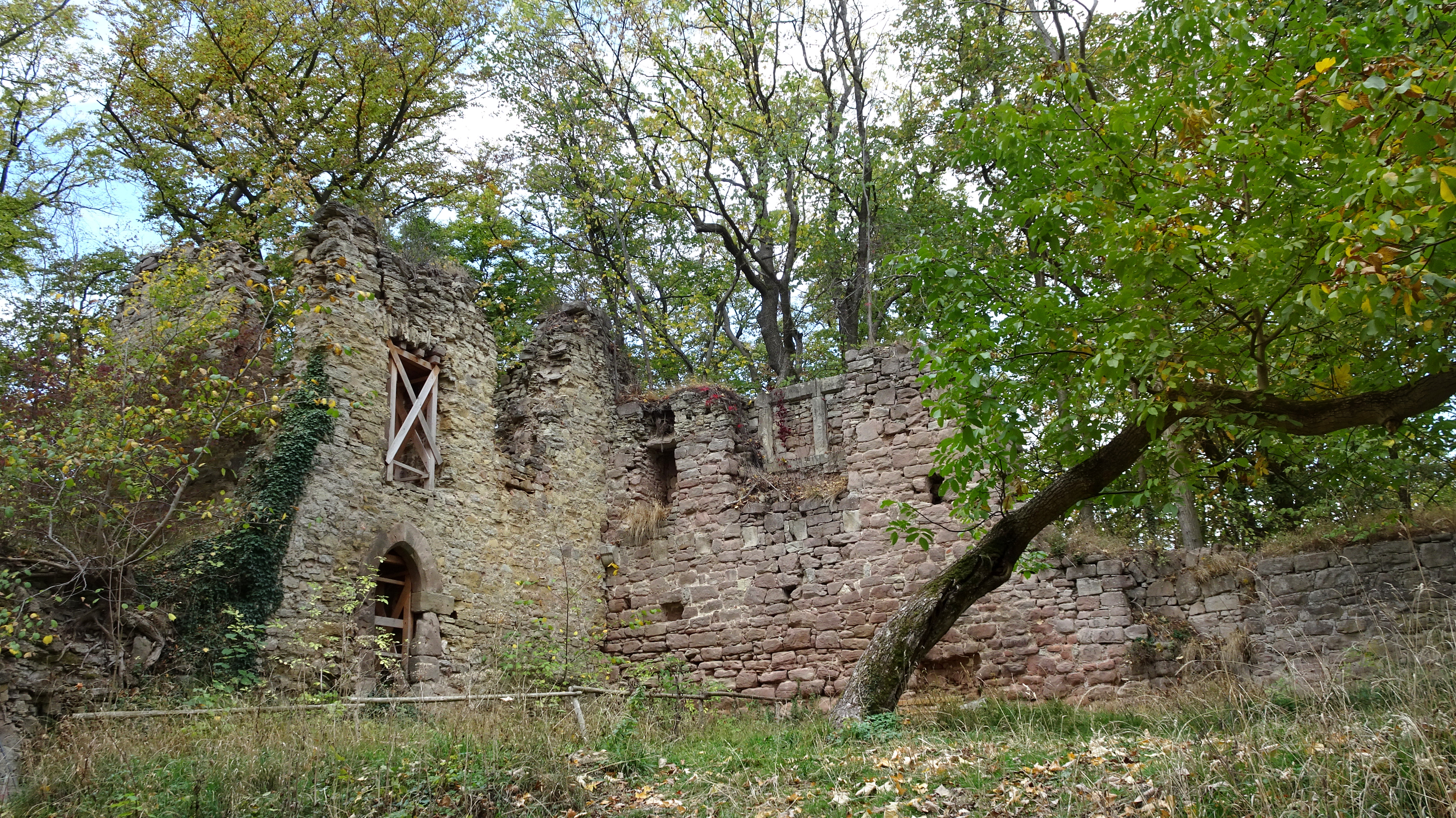
Bei der Ruine der Höhenburg Altenstein befindet sich ein Rastplatz

- Auf markierten Wanderwegen verläuft durch das Gebiet die 12. Etappe des „Eichsfeldwanderwegs“ des Naturparks Eichsfeld-Hainich-Werratal. Der nach der Grenzöffnung 1989 angelegte, rund 280 km lange Streckenwanderweg umrundet das gesamte Eichsfeld. Sein Markierungszeichen ist das sechsspeichige rote Mainzer Rad, das an die lange Zugehörigkeit der Region zum Kurfürstentum Mainz erinnern soll.[24]
- Auf teilweise gleicher Wegstrecke führt der Werra-Burgen-Steig mit dem Wegzeichen X5 über die Gobert und den Dietzenröder und Vatteröder Stein. Er beginnt bei den Werraquellen am Rennsteig und endet nach rund 350 km in Hann. Münden.[25]
- Der Premiumwanderweg P16 Asbach-Sickenberg des Geo-Naturparks Frau-Holle-Land führt auf meist schmalen Waldpfaden zu den Aussichtspunkten auf den Felskanten. Der 13,5 Kilometer lange Rundweg, der abgekürzt werden kann, besitzt wegen seiner Qualität das Wandersiegel des Deutschen Wanderinstituts. Wegen einiger steilen Anstiege ist die Tour als „anspruchsvoll“ eingestuft worden.[26]